# Korarchaeota
Korarchaeota je navrhovaný kmen v rámci domény archea. Jeho existence je založena pouze na sekvenaci DNA ze vzorků vody v okolí horkých vřídel (např. v okolí Yellowstone National Park). Právě sekvenace genu pro 16S rRNA (malou ribozomální podjednotku) ukazuje, že korarchaeota jsou nezávislou evoluční větví, ačkoliv se také spekuluje, že u nich proběhla jen rychlá evoluce tohoto genu a výsledky jsou tím zkreslené. Sekvenace DNA korarchea z druhu Candidatus Korarchaeum cryptofilum ukazuje, že korarchaeota jsou velmi starou skupinou v rámci archeí, která je možná příbuzná kmeni crenarchaeota, ačkoliv některé znaky ukazují na příbuznost s euryarchaeota.